# Vila Nova de Cerveira
Vila Nova de Cerveira là một huyện thuộc tỉnh Viana do Castelo, Bồ Đào Nha. Huyện này có diện tích 109 km², dân số thời điểm năm 2001 là 8852 người.